# Casa de Abrantes
A Casa de Abrantes era uma casa aristocrática portuguesa com origem na família Almeida, Alcaides-Môr de Abrantes, e cujas honras e patrimónios foram sendo sucessivamente herdados pela família Sá, Condes de Penaguião e, finalmente, pela família Lancastre e Castel-Branco, Condes de Vila Nova de Portimão.
Actualmente, esta casa está no ramo dos Lancastre e Távora.

## Os Conde de Abrantes
Em 1476, D. Afonso V de Portugal outorgou a D. Lopo de Almeida (descendente por via ilegítima de D. Pedro I de Portugal) o título de Conde de Abrantes, título que se extinguiu com a morte, sem descendência, do 4º Conde de Abrantes, D. Miguel de Almeida, um herói da Restauração. Contudo era em 1585 titular do título de Marquesa de Abrantes D. Marta Francisca madrinha de D. Maria Roíz.
Pelo casamento da herdeira dos Condes de Abrantes, D. Isabel de Mendonça, com João Rodrigues de Sá (feito 1º Conde de Penaguião em 1583 por Filipe I de Portugal) a representação do título de Conde de Abrantes, passou para a família Sá.

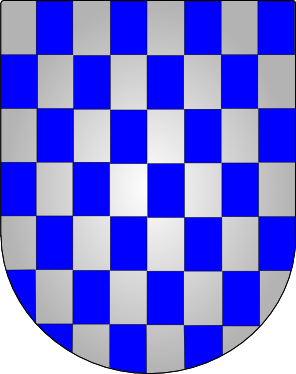
Brasão dos Sá, Marqueses de Abrantes.

## Os Marqueses de Abrantes
Francisco de Sá e Menezes (1640-1677), 4º Conde de Penaguião, foi feito 1º Marquês de Fontes em 1659 por D. Afonso VI de Portugal, título que acabou por ser trocado, já em 1718, pelo de Marquês de Abrantes – por vontade expressa de D. João V de Portugal, a prestigiada designação de Abrantes foi assim restabelecida nesta nobilíssima Casa, desta feita com o título de Marquês.

## As Duquesas de Abrantes
Por duas vezes, e a título excepcional, duas marquesas de Abrantes foram agraciadas com o título de Duquesa de Abrantes (em vida) por serem Camareiras-Môr da rainha de Portugal, o mais alto cargo palatino exercido por uma mulher:
- em 1753, o rei D. José I agraciou a 3.ª marquesa de Abrantes, Ana Maria Catarina Henriqueta de Lorena, como 1.ª Duquesa; e
- em 1757, o mesmo aconteceu com sua filha, Maria Margarida de Lorena, 4.ª marquesa de Abrantes, feita 2.ª Duquesa.

Brasão do ramo Lancastre e Távora, Marqueses de Abrantes.

## Os Lancastre e o ramo 'Lancastre e Távora'
Com a morte, sem descendência, da 2.ª Duquesa e 4ª. Marquesa de Abrantes, a representação da Casa de Abrantes veio a cair na família Lencastre, Condes de Vila Nova de Portimão (descendentes do infante D. Jorge de Lencastre, 2.º Duque de Coimbra).
O casamento da herdeira dos Lencastre, Isabel de Lencastre e Menezes, com Manuel Rafael de Távora, deu origem ao ramo dos Lencastre e Távora (ou Lancastre e Távora) que actualmente representam esta nobilíssima Casa: José Maria da Piedade de Lencastre e Távora (nascido em 1960) reclama, entre outros títulos, o de 11.º Marquês de Abrantes.

## Títulos usados por membros da Casa de Abrantes
- Conde de Abrantes - outorgado por D. Afonso V em 1476, extinto em 1650 pela morte do 4.º Conde;
- Conde de Vila Nova de Portimão - outorgado por D. Manuel I em 1504;
- Conde de Matosinhos e São João da Foz - outorgado pelo Cardeal-Rei D. Henrique I em 1580;
- Conde de Penaguião - outorgado por Filipe I de Portugal em 1583;
- Marquês de Fontes - outorgado por D. Afonso VI em 1659 e substituído em 1718;
- Marquês de Abrantes - outorgado por D. João V em 1718;
- Duque de Abrantes - outorgado por D. José I em 1753, extinto em 1780 com a morte da 2.ª Duquesa.

## O Palácio de Santos
O Palácio de Santos, ou Palácio dos Marqueses de Abrantes, onde actualmente se localiza a Embaixada de França em Lisboa, é o resultado de uma longa evolução histórica e arquitectónica.
O nome 'Santos' evoca os três mártires cristãos supliciados no cimo de uma colina e, em 589, quando o rei visigodo Recaredo se converteu ao cristianismo, foi ali edificado um templo em memória dos três santos, que acabou por ser destruído. Após a conquista de Lisboa, D. Afonso Henriques reconstruiu a igreja, entregando-a aos monges da Ordem de Santiago, que construíram um edifício contíguo para se alojarem.
Com a partida dos monges para a reconquista, a sul, o local foi transformado num convento para senhoras da nobreza (as Comendadeiras) que, em 1490, o abandonam para um novo convento, tomando, então, este edifício o nome de Santos-o-Velho.

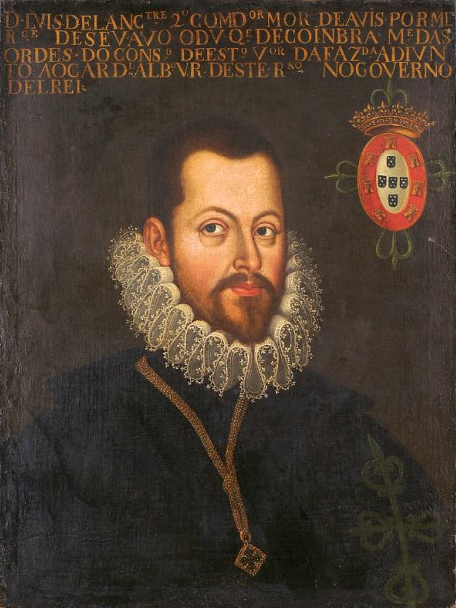
D. Luís de Lencastre, Comendador-Mor de Avis, que adquiriu o Palácio à Casa Real

Em 1497, já no reinado de D. Manuel I, o edifício é transformado numa residência real, aproveitando a sua excelente localização entre o centro de Lisboa e a nova zona de Belém, sendo amplamente utilizado por D. Manuel I, D. João III e D. Sebastião. Aí, em 1510, Gil Vicente apresentou alguns dos seus autos e dele saiu D. Sebastião para a funesta expedição a Alcácer Quibir.
Após Alcácer Quibir o palácio é abandonado e, em 1629 é adquirido por Francisco Luís de Lencastre, 3º Comendador-Mor da Ordem de Avis, descendente do infante D. Jorge de Lencastre (filho natural de D. João II), família que manteve o palácio na sua posse por mais de 300 anos e que também acabou por herdar o título de Marquês de Abrantes.
Desconhece-se a dimensão dos estragos que o terramoto de 1755 provocou no palácio, mas sabe-se que diversos parentes foram ali acolhidos.
No início do Séc. XIX o palácio é restaurado e a fachada refeita, dando maior dignidade ao edifício. Em 1833, a infanta Ana de Jesus Maria de Bragança e o seu marido, o 1º Duque de Loulé, arrendaram parte do palácio. O mesmo aconteceu quando D. Amélia de Beauharnais (viúva do rei-imperador D. Pedro) ali viveu entre 1841 e 1849.
Com a morte do 8º Marquês em 1870, o palácio foi arrendado ao Conde Armand, ministro de França em Lisboa, que aí instala a sua legação. O governo francês adquire, definitivamente, o imóvel em 1909.
Os seus salões, decorados com frescos e azulejos, encerram uma excelente colecção de mobiliário dos séculos XVII e XVIII, merecendo atenção especial uma sala de tecto piramidal, inteiramente coberto de porcelana, e os azulejos da capela, datados do século XVI.
Dos jardins, desfruta-se de uma vista privilegiada sobre o rio Tejo. As visitas estão sujeitas à disponibilidade da Embaixada de França, que costuma abrir alguns salões ao público no Dia dos Museus (18 de Maio).